# 佛山祖庙
佛山祖庙位于中国广东省佛山市禅城区祖庙街道祖庙路21号，是一座供奉道教玄天大帝的神庙。整个佛山祖庙博物馆由祖庙古建筑群、孔庙、黄飞鸿纪念馆、叶问堂等组成，占地3.2万平方米，现为全国重点文物保护单位、国家一级博物馆、国家AAAA级旅游景区、广东省文明旅游区示范点、广东省中华文化传承基地、广东十个文明旅游景区示范点、广东省爱国主义教育基地、佛山市爱国主义教育基地。

## 歷史
祖庙建于北宋元丰年间（1078年-1085年），最初得名“龙翥祠”，元末时期毁于大火，明洪武五年重建，清光绪二十五年全面修葺。
北帝信仰是北方人随着宋元时期的北方人南渡至广东时所带来的信仰。相传北帝为司水之神。而佛山河网密布、被西江、北江流经，在古代水灾频繁。祖庙在古代佛山人的心目中因而具有祈求风调雨顺的作用。靖康南渡之后，逐渐成为佛山社区最初的祭祀中心。
明正统十四年，珠三角地区爆发黄萧养之乱，佛山人奋起抵抗，终成。相传当地人与黄萧养军对战之时，有人目睹北帝“助战”，称看见一人穿青袍骑白马走于栅外，并且出现了蚊子“协战”之景象。种种相关传说令佛山人相信北帝显灵保佑，祖庙随之成为北帝保护佛山的“灵迹”。战时，祖庙作为抵抗的指挥部。朝廷礼部鉴于祖庙在战时的精神枢纽作用及当地乡贤的请封，特将祖庙列入官祀，赐名“灵应祠”。
至宋元起，祖庙的佛山各宗祠民众的“庙议”功能不断得到延续与强化。特别是黄萧养之乱之后，祖庙的地位更加突出，成为主神庙，固“祖庙”这一习称逐渐取代了本来的正式称谓。
1958年，当地人民政府成立佛山市祖庙文物管理所并设在园内。1981年祖庙对外开放。2007年11月，祖庙进行全面修缮，期间一些户外文物被拆下保护，于2016年起被展览在院内的历史文化陈列展览馆。2024年5月8日，由中国博物馆协会公布为国家一级博物馆。

## 建筑特色
祖庙历经20多次重建和扩建，现存以万福台、灵应牌坊、锦香池、钟鼓楼、三门、前殿、正殿、庆真楼等明清建筑为主，具有典型的岭南建筑风格。祖庙的主体建筑呈坐北向南之格局，由南向北分别为：万福台、灵应牌坊、锦香池、灵应祠，体现了道家祠庙的风土理念。
园内陈列有石刻匾额，明、清时期的石兽、碑刻唐代“贞观二年”款棋字阳文“禅城”，石片旁的复制品。重新组合复完的陶塑瓦脊，大量的金木雕建筑构件，大型铁铸武士立像，铁铸瑞兽、铁炮等等。这些陈列品集中反映了明清时期禅城高超的工艺技术。
院内的西南侧还建有清宣统三年所建成的孔庙，为清末民国的尊孔场所，在现今仍是佛山举办儒家活动的重要场所。
除了传统建筑，祖庙园内亦有数栋现代兴建的建筑。2001年、2002年，景区内分别增设黄飞鸿纪念馆、叶问堂。2016年，佛山祖庙历史文化陈列展览馆建成开放，系统性地介绍了祖庙历史文化的基本陈列。

### 灵应祠
祖庙的正殿，即灵应祠内陈设了许多珍贵艺术品，如70件30种兵器铜墙铁壁仪仗，直径1.31米的巨型铜镜、大型铜鼎、铜钟和香炉。铁器有大铁鼎、铁鼎、铁画等等。
值得一提的是，灵应祠门前上的“灵应祠”三字金漆木匾，为明景帝因应佛山人抗击黄萧养起义所敕赐，代表祖庙被朝廷列入官祀。同时，祠内的铁铸香炉为佛山本地所造，代表佛山在清朝时高超兴旺的冶炼铁产业。

### 万福台
萬福台是廣東現存最華麗精巧、嶺南地區規模最大的古戲台，見證粵劇發展歷史。
前身是華封戲台，於順治十五年（1658年）在靈應祠祖廟前興建，《華封台會碑》矗立在旁。祖廟坐北向南，萬福台則坐南向北，面对着灵应祠的门前，目的是演出酬神戲。
康熙年間改名為萬福台，是廣東現存最華麗精巧、嶺南地區規模最大的古戲台，見證粵劇發展歷史。戲台分前後兩部分，前台以金漆木雕為佈景，具有强烈的舞台效果。四柱三間開敞，兩側有「出將」、「入相」兩門供演員出入。整個萬福台還採用拱型結構，無論站何處，所能聽到的音質基本相同。
中华人民共和国建国之后，万福台一度因为自身的文物价值而受佛山市政府保护，禁止演出。20世纪末起，当地政府考虑到粤剧需要振兴，因而重新开放演出，成为推介粤曲粤剧之讲台。21世纪，广东粤剧院、新加坡敦煌剧坊曾在此演出。在传统重大节日，万福台还会被安排演出粤剧折子戏。

## 现状
在现代，祖庙依然在本土的文化、宗教方面承担重要作用，例如佛山的传统民俗节庆活动“秋色”基本会把出发地定为祖庙。除此之外，亦会每年承担春节祈福、佛山祖庙庙会（“三月三”北帝诞）、春秋谕祭、乡饮酒礼等活动。园区内的孔庙直至现代仍然举办孔子诞、学童开笔礼。

## 影响
祖庙在佛山历史上具有举足轻重的地位，见证了佛山从一个乡里发展成建制市的成就。
民国以前，佛山只是一个乡镇，因而没有衙门，祖庙充当了佛山社区的自治机构。以祖庙作为指挥部的佛山社区为了应对黄萧养之乱而进行了结构化的改革，以地缘关系划分的管理制度取代了以血缘关系划分的管理制度。即凡是所在地的管理者可以自裁的事则自裁，而不能自裁的，如难解的纠纷或全境公事，则交由祖庙所举行的“庙议”来解决。所谓庙议即将所有管理者聚集起来议决。新兴士绅集团会重新整合佛山社会，以优化、传承庙议，走上了制度化发展的轨道。久而久之，祖庙掌握了凌驾于各宗族之上的公权力，充当了“官衙”角色。到了清代，大量侨寓商民涌入佛山，祖庙一度沦为只代表旧本土势力的公共机构。然而之后出现权力重组，主要为吸收侨寓人士加入权力核心，重新分配公共利益，容许官府参与调解。纵观明清两朝，作为官府治理之外的机构，除了身兼道德象征与信仰祭拜，还承载着社会公共事务的管理职能。
民国以后，佛山从南海县中独立建市的趋势，使得祖庙的功能归到文化方面上。虽然祖庙已经对佛山人没有了政治的影响力，却仍然保留文化的影响力，成为了佛山文化的一个象征。祖庙依然是佛山人参与传统文化活动的重要场所。
如今，禅城区的下一级行政区之一，祖庙街道的名字即取至祖庙本身。祖庙园区西侧的道路，即园区入口所面向的道路亦被命名为祖庙路。2003年末，当选“佛山新八景”之一。
万福台见证了不少名伶的大红大紫，例如“薛腔”创始人薛觉先、“小生王”白驹荣、红线女、马师曾、阮兆辉、罗品超、林小群等等。

## 图集

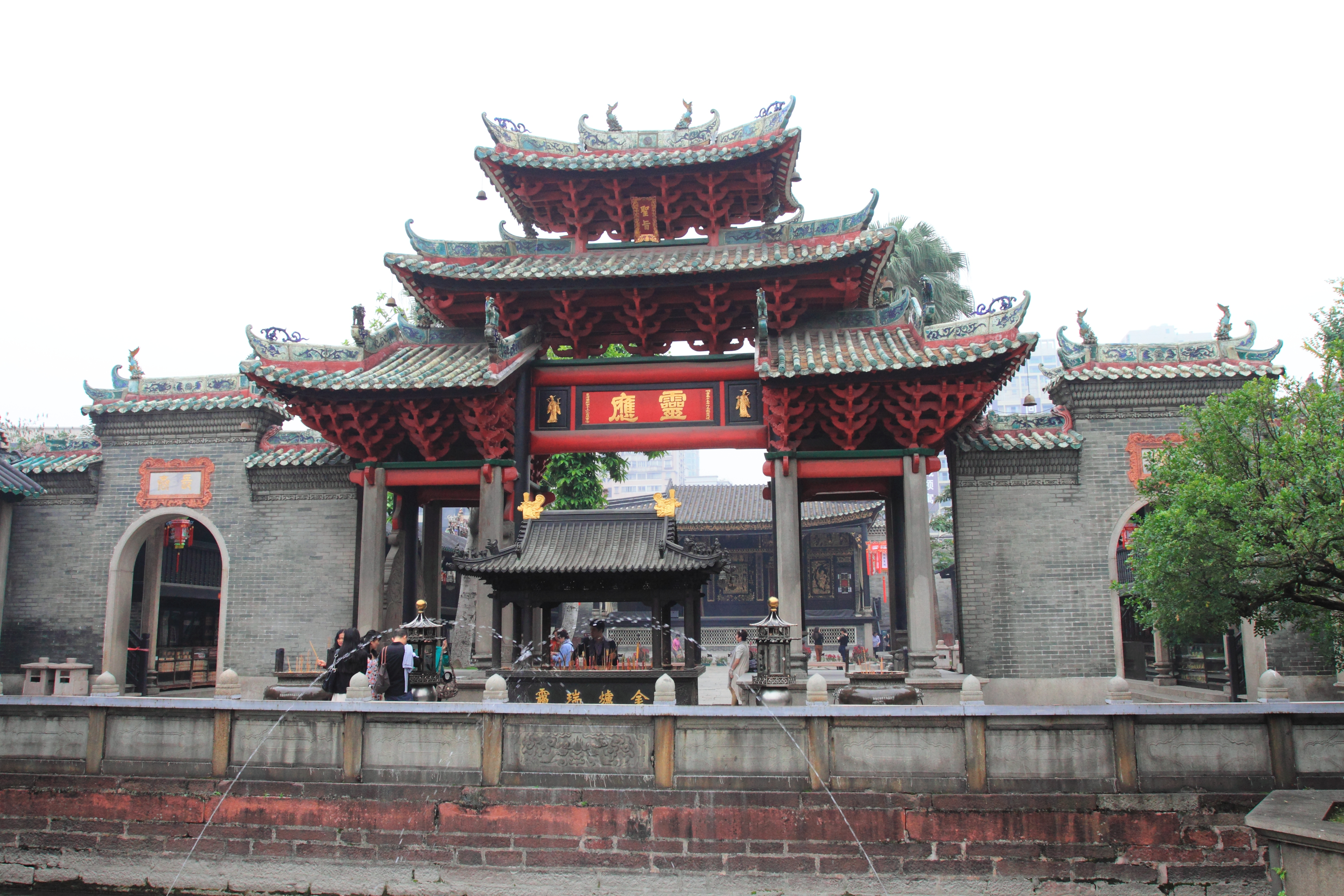
灵应牌坊
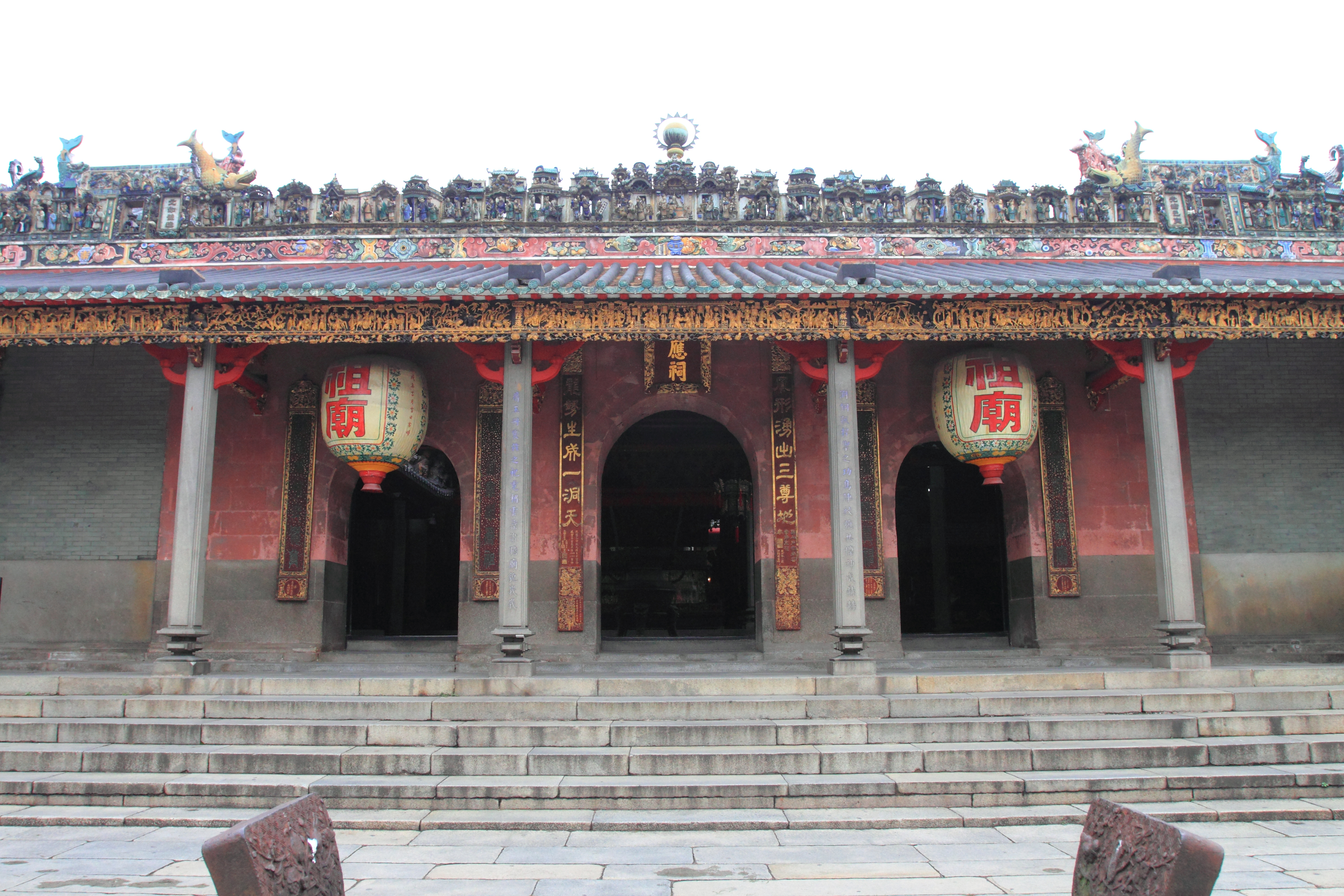
前殿
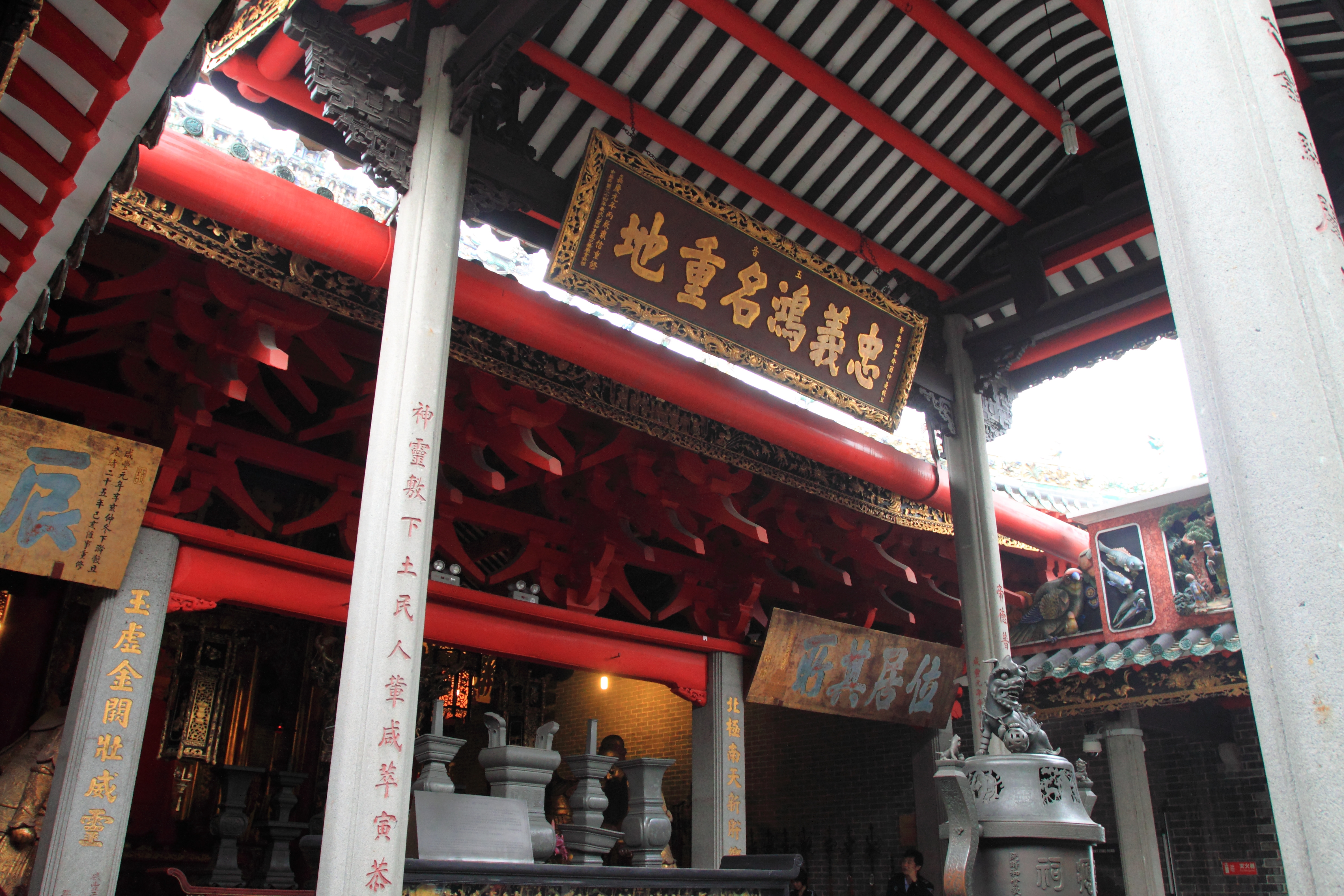
正殿
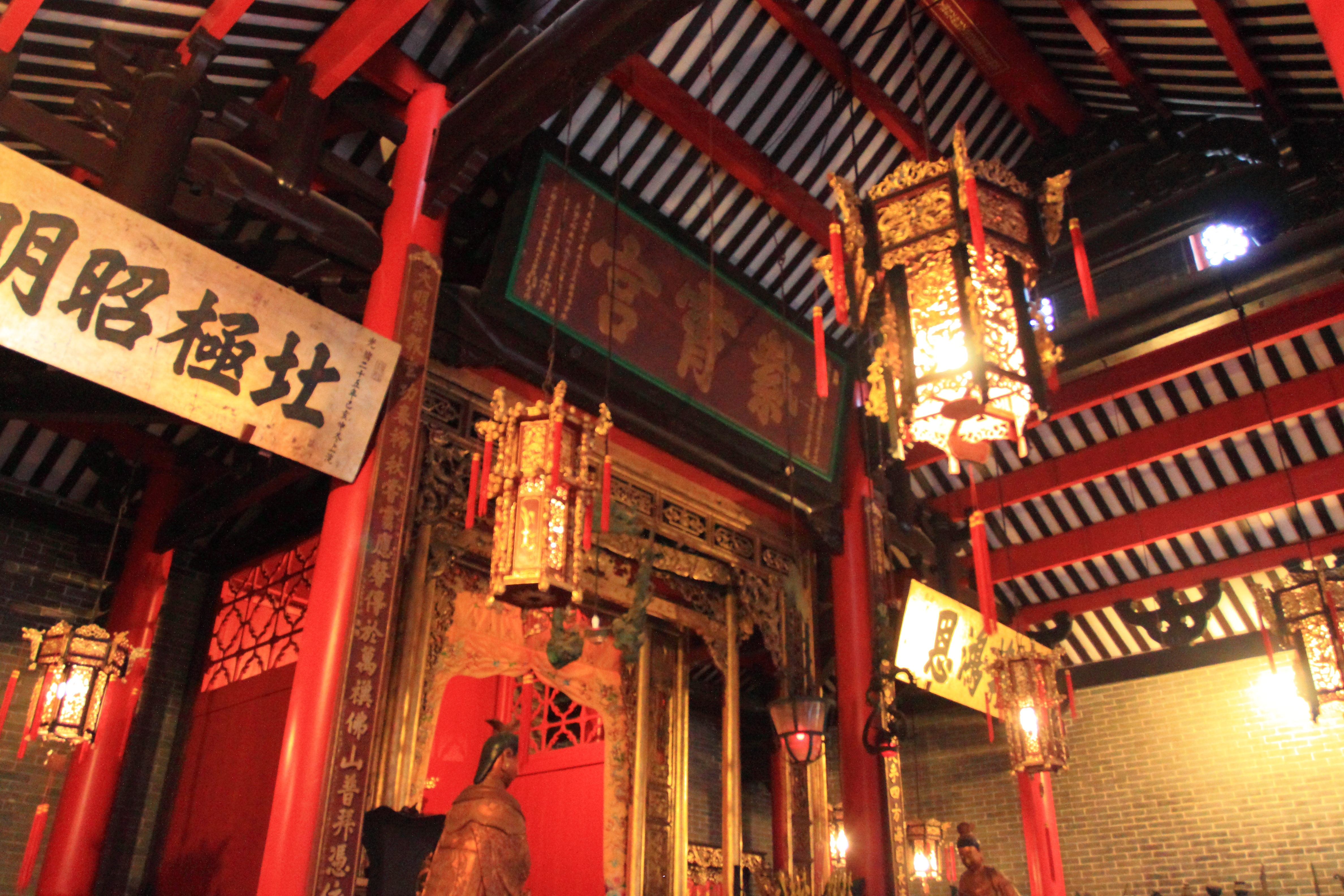
正殿
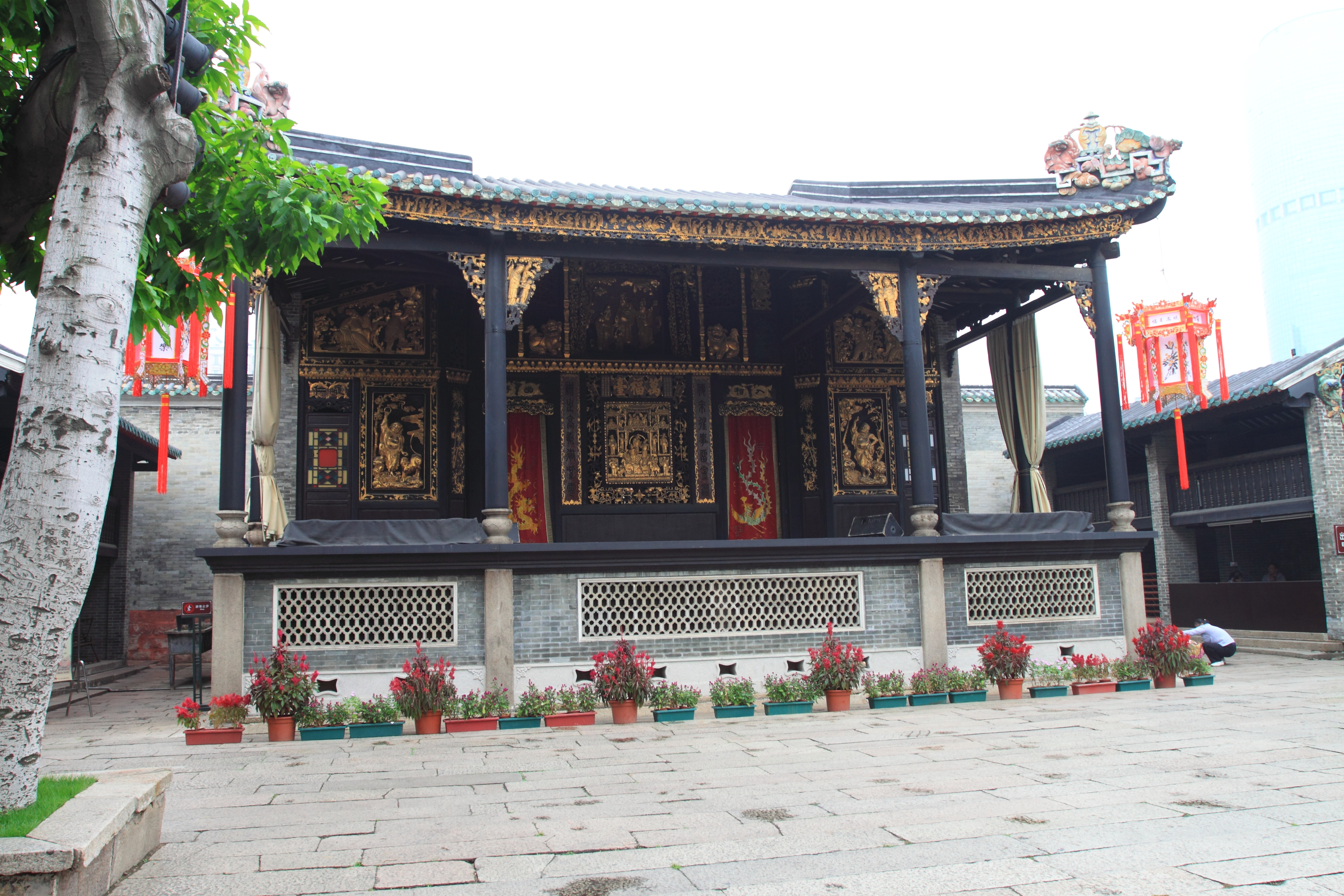
戏台
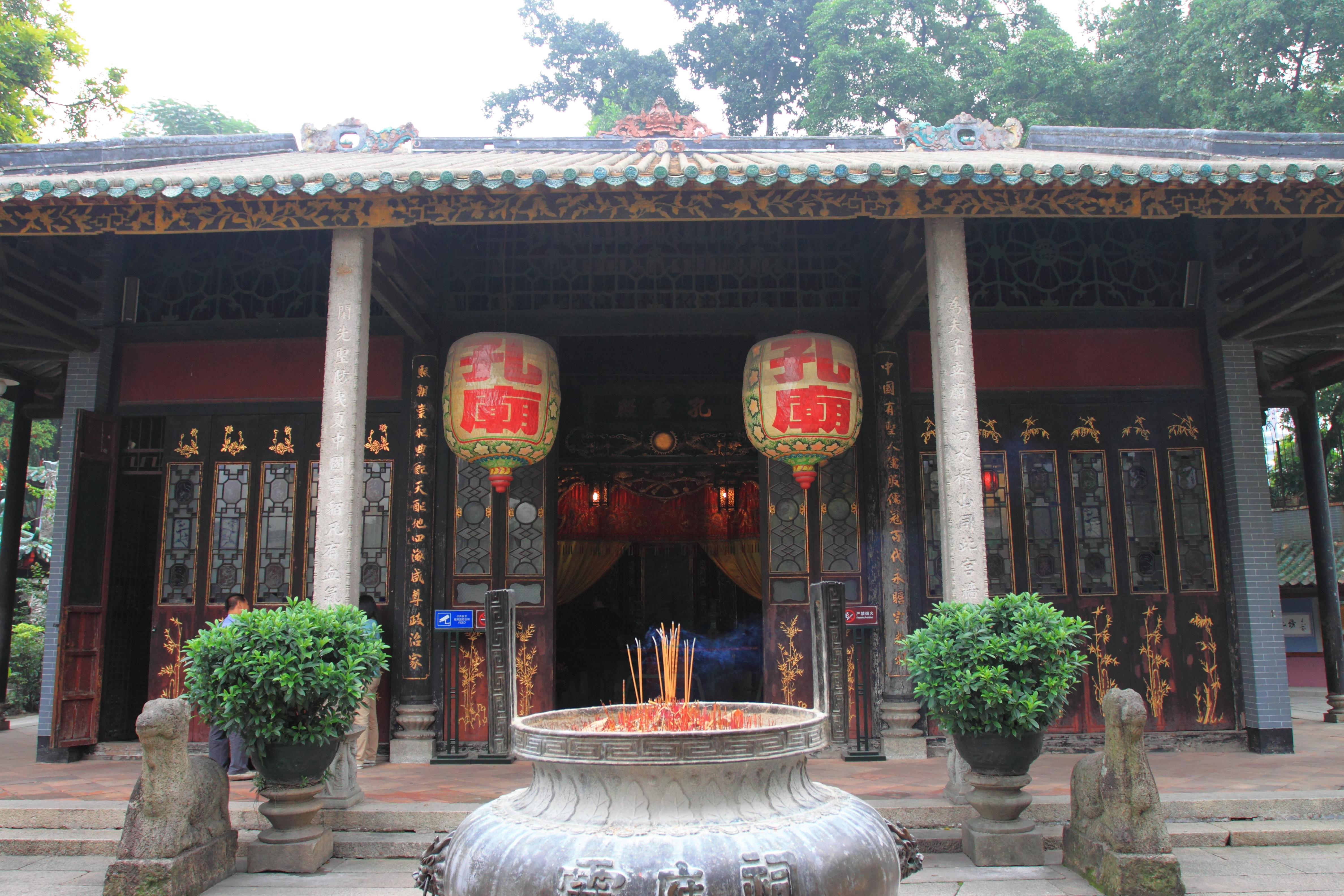
孔庙
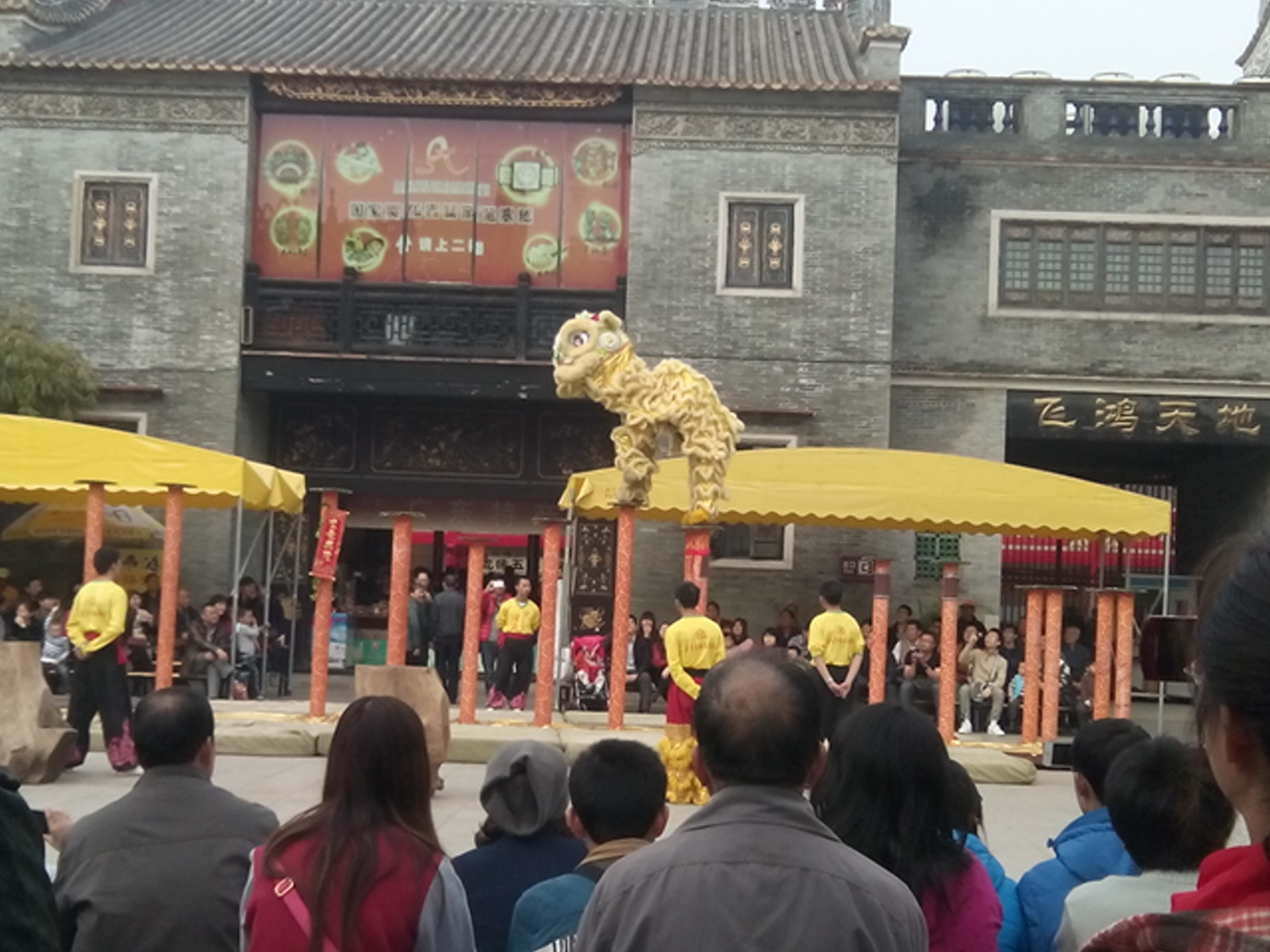
黄飞鸿纪念馆的舞狮表演
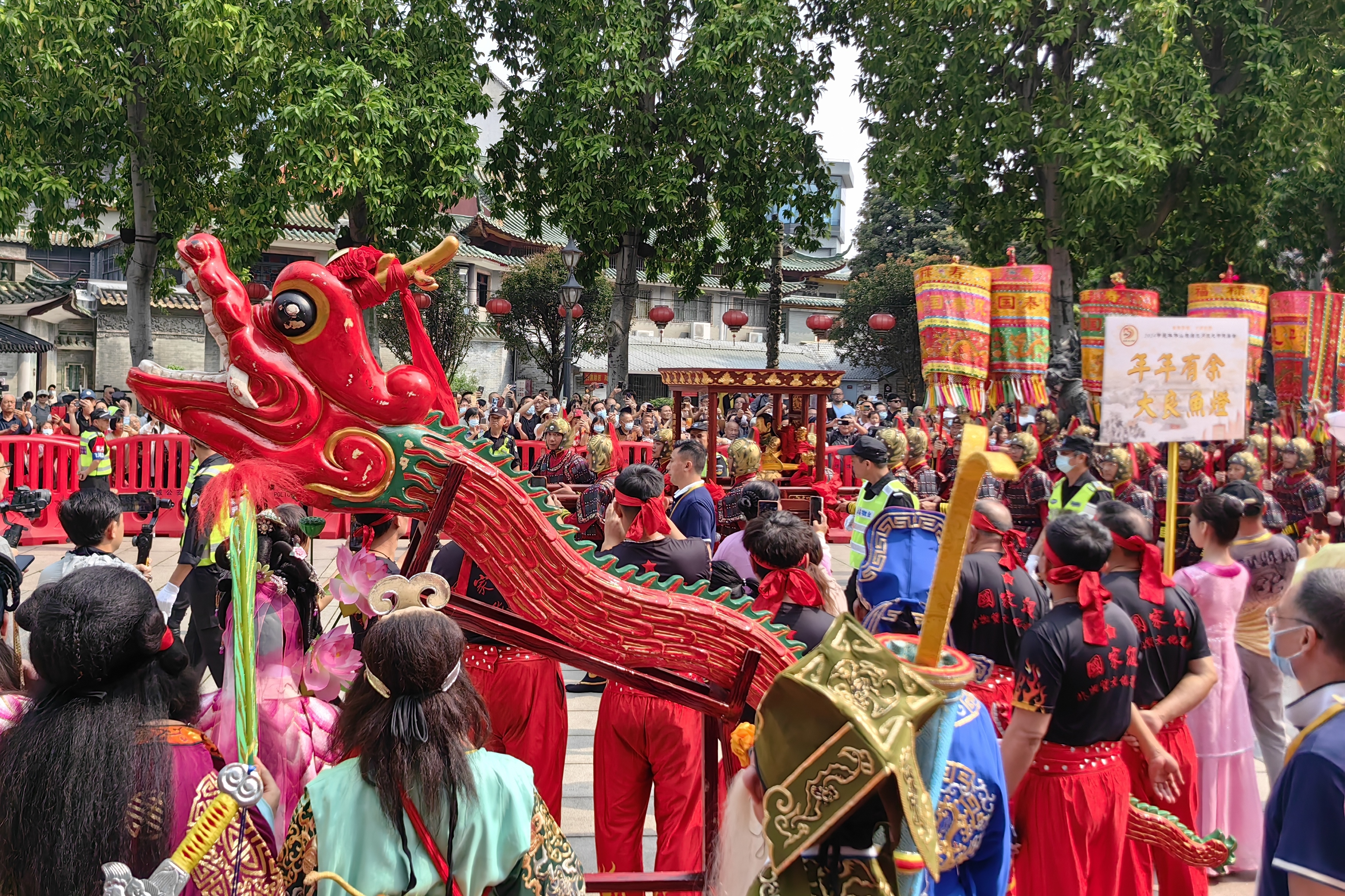
2024年佛山祖庙庙会

## 外部連結
- 佛山市祖廟博物館 （页面存档备份，存于）